# Hans Hof
Hans Birger Hof, född 21 januari 1922 i Gullholmens församling, Göteborgs och Bohus län, död 25 januari 2011 i Oscars församling, Stockholm, var en svensk teolog, präst och professor i religionsfilosofi.

## Biografi
Hans Hof var son till kyrkoherden i Ölmevalla och Landa Johannes Hof och dennes maka Magdalena, född Johnson. Efter studentexamen i Halmstad studerade han  teologi i Uppsala och blev teologie kandidat samt prästvigdes 1946. Hof blev filosofie licentiat 1950 och disputerade 1952  i Lund för filosofie doktorsgrad  på en teoretisk-filosofisk avhandling om mystikern Mäster Eckhart. År 1964 blev han teologie licentiat.
Han var stiftsadjunkt i Luleå stift 1951–1956, komminister i Nedertorneå-Haparanda församling 1956–1958, kyrkoherde där 1958–1962, blev docent i religionsfilosofi vid Uppsala universitet 1961, lektor vid Enköpings högre allmänna läroverk 1963, gymnasieinspektör 1967, biträdande professor i religionsfilosofi i Uppsala 1969 och var professor i detta ämne 1979–1987.
Hans Hof växte upp i ett prästhem präglat av den schartauanska gammalkyrkligheten.  En genomgripande religiös upplevelse strax före prästvigningen 1946 kom att bli bestämmande för hans livsinriktning: Både som vetenskapsman och i det egna andliga livet kom han att ägna sig åt den kristna och den universella mystiken.  Det senare begreppet definierade Hof som en mänsklig erfarenhet, som går utanför den vanliga verkligheten, men som kan ges en allmängiltig beskrivning.
Hans Hof är gravsatt på Norra begravningsplatsen vid Stockholm.

## Zenmeditation
Hof introducerade zenmeditationen i Sverige.. Han  grundade 1972 Rättviks meditationscentrum och ledde kurser i zenmeditation in på 1980-talet. 1974 utkom hans bok Mer människa. Svenska kyrkans tveksamhet inför zenmeditations buddhistiska rötter gjorde att han på 1980-talet avsade sig prästämbetet och lämnade kyrkan. Han återinträdde emellertid som präst i Svenska kyrkan några år senare. 1984 tog Hof initiativet till Föreningen Zenvägen som lär ut en  religiöst obunden form av zenmeditation.Han grundade även Stiftelsen Mäster Eckhart-Sällskapet.

## Eftermäle
Hans Hof donerade 2008 cirka 4000 band ur sitt privata bibliotek till Sigtunastiftelsen, där det står samlat uppställt.